# Seppo Korpela
Seppo Juhani Korpela, ursprungligen Karlsson, född 29 juni 1923 i Helsingfors, död 18 september 2007, var en finländsk sångare och musiker (mandolin).
Korpela arbetade civilt som tapetserare och verkade under en tid för företaget Musiikki-Fazer. Åren 1950 och 1952 gjorde Korpela åtta skivinspelningar med sånger av bland andra Tatu Pekkarinen och Georg Malmstén. Inspelningarna gjordes tillsammans med Yrjö Saarnios orkester. Vid ett tillfälle komponerade Korpela själv en sång, till vilken hustrun Helena författade texten.